# Ion Dur
Ion Dur (n. 26 mai 1950, Poiana, Gorj) este profesor universitar, critic și eseist român. Activează în istoria filosofiei, istoria culturii române, estetică, critică literară și filosofică, critică media și mentalitate (post)totalitară românească.

## Biografie
S-a născut ca fiu al Elenei Dur, casnică, și al lui Grigorie Dur, tîmplar. Dintre cei patru copii ai familiei, era cel mai mic. Între 1957-1965 a fost elev al Școlii Elementare din comuna Poiana, județul Gorj, iar cursurile medii le-a urmat la Liceul nr. 3 din Craiova, azi Elena Cuza. A efectuat serviciul militar la arma „vînători de munte”, la Cîmpulung Muscel, fiind prima promoție de militari cu termen redus (9 luni: 1973-1974). 
Frecventează cursurile Facultății de Filosofie (1974-1978) a Universității din București, specializarea filosofie, iar în Iulie 1978, la Primăria din Sibiu, se căsătorește cu Doina Marieta Lup. Din 1978 pînă în 1989 a fost profesor de științe sociale la mai multe licee din Craiova: Liceul Industrial „7 Noiembrie”, Liceul Militar „Tudor Vladimirescu”, Liceul Industrial nr. 9. 
În ianuarie 1990 se mută la Sibiu și lucrează cîteva luni ca redactor la Dimineața, primul ziar postdecembrist din localitate. Din 1990 și pînă în 1992, face parte din Grupul de Presă și Editură „Continent” din Sibiu, unde este publicist-comentator la Revista Continent și director al Editurii Continent. Obține titlul academic de doctor în filosofie la Universitatea din București, cu teza Publicistica lui Noica (1927-1944), de la etica lui „nu” la recluziunea spirituală, conducător științific: prestigiosul istoric al filosofiei Gheorghe Vlăduțescu. Este prima exegeză asupra gazetăriei acestui filosof, întregită în deceniile care vor urma cu analiza altor prestații publicistice (între ele, colaborarea la Buna Vestire, oficiosul Mișcării Legionare) și a unor trăsături ale portretului filosofic, dimensiuni care îl situează pe Noica între gazetărie și gîndirea speculativă (hermeneutica începută în 1994 va fi mereu întregită cu silogismele volumelor din 1999, 2009, 2020).
Lector și profesor titular (fără să treacă prin interstițiul funcției de conferențiar) la Universitatea „Lucian Blaga” din Sibiu (1992 – 2015), decan (2005-2011) la Facultatea de Jurnalistică din aceeași instituție de învățămînt, iar din 2007 este conducător științific de doctorat (specializarea: filosofie) la Facultatea de Litere din Centrul Universitar Nord din Baia Mare, Universitatea Tehnică din Cluj-Napoca.
A coordonat douăzeci de ani (1995-2015), ca redactor-șef, Revista SÆCULUM (serie nouă), publicație fondată de Lucian Blaga (1943), iar din 2020 este directorul aceleiași reviste (noua serie nouă). Este membru al Uniunii Scriitorilor din România din 1998, cu opt premii acordate de filiala USR din Sibiu. A obținut, totodată, Premiul „Mircea Florian” pentru Filosofie al Academiei Române.

## Scrieri
- Exerciții de recunoaștere, 1992, Craiova: Editura Scrisul Românesc;
- Noica – între dandysm și mitul școlii, 1994, București: Editura Eminescu;
- De la Eminescu la Cioran,  1996, Craiova: Editura Scrisul Românesc;
- Noica. Portretul gazetarului la tinerețe, 1999, Sibiu: Editura Saeculum;
- Hîrtia de turnesol. Cioran inedit. Teme pentru acasă, 2000, Sibiu: Editura Saeculum;
- Cariatide, 2007, Sibiu: Editura Psihomedia;
- Noica. Vămile gazetăriei. Între dandysm și mitul școlii, prefață de Gh. Vlăduțescu, 2009, Iași: Editura Institutul European;
- Maculatorul cu spirală, 2010, Sibiu: Editura Universității „Lucian Blaga”;
- Ciorne și zile  (antologie de autor), 2012, Sibiu: Editura ULBS;
- Cel de-al treilea sens, 2014, Iași: Editura Institutul European;
- Cioran. Conform cu originalul, 2016, București: Editura Tritonic;
- Critica judecății de gust. Filosofie, literatură, comunicare, 2017, București: Editura Eikon;
- Jurnal domestic. 1971-2017. Însemnările unui in-formator, 2018, București: Editura Cartea Românească;
- Cioran A Dionysian with the voluptuousness of doubt, translation Ian and Ann Marie Browne, preface Horia Vicențiu Pătrașcu, 2019, Delaware (United States): Vernon Press Publishing;
- Horia Stamatu - the publicist. Post-restant, 2020: Lambert Academic Publishing;
- Post-restant. „Cazul” gînditorului Vasile Băncilă, 2020, București: Editura Muzeul Literaturii Române;
- Publicistul Horia Stamatu între exces politic și echilibru spiritual, 2020, Cluj-Napoca: Editura Limes;
- Constantin Noica. De la gazetărie la gîndirea speculativă, 2020, București: Editura Pro Universitaria;
- În căutarea elocvenței critice. Volum omagial Ion Dur, antologie, studiu introductiv și note Gabriel Hasmațuchi, 2020, Sibiu: Editura Agnos;
- Lancea lui Dorifor, 2021, București: Editura Eikon;
- Horia Stamatu. Between political excess and cultural equilibrium, 2021, Generis Publishing;
- Cioran. According to the original, translation Ian and Ann Marie Browne, preface Adrian Dinu Rachieru, 2021, Generis Publishing;
- Cinste și gramatică. De la Eminescu la Sandu Tudor. 9 lecții de gazetărie, 2021, Sibiu: Editura Agnos;
- Vasile Băncilă. An ethnic-spiritualist metaphysics banned by the totalitarian regime, 2022, Delaware (United States): Vernon Press Publishing;
- Nae Ionescu. Între metafizică, politică și teologie, 2022, București: Editura Muzeul Literaturii Române;
- Gramatică și cinste. De la Eminescu la Sandu Tudor. Opt lecții de gazetărie, 2024, București: Editura Pro Universitaria;
- M. Eminescu. Gînditor privat și gazetar cu „metod științific”, 2024, Iași: Editura Junimea.

## Traduceri
- Originile totalitarismului, 1994, 2006, 2014, București: Editura Humanitas; în colaborare cu Mircea Ivănescu;
- Crizele republicii, 1999, București: Editura Humanitas; în colaborare cu D.-I. Cenușer

## Premii
- Premiul Uniunii Scriitorilor din România, filiala Sibiu, pentru eseu,1999 (Noica – Portretul gazetarului la tinerețe)
- Premiul Uniunii Scriitorilor din România, filiala Sibiu, pentru publicistică, 2000 (Hîrtia de turnesol. Cioran inedit. Teme pentru acasă)
- Premiul Uniunii Scriitorilor din România, filiala Sibiu, Cartea anului 2007, critică și eseu, 2007 (Cariatide)
- Premiul Uniunii Scriitorilor din România, filiala Sibiu, „Octavian Goga” pentru publicistică, 2010 (Maculatorul cu spirală)
- Premiul Uniunii Scriitorilor din România, filiala Sibiu, Opera Omnia (2012) pentru întreaga activitate de eseist și critic
- Premiul Uniunii Scriitorilor din România, filiala Sibiu, „Octavian Goga” pentru publicistică, 2014 (Cel de-al treilea sens)
- Premiul Uniunii Scriitorilor din România, filiala Sibiu, Cartea anului 2016 pentru eseu, 2016 (Cioran. Conform cu originalul)
- Premiul Revistei Euphorion pentru întreaga operă și activitate literară, 2016
- Premiul pentru filosofie „Mircea Florian” al Academiei Române, 2016 (Cel de-al treilea sens, 2014)
- Premiul pentru literatură al Societății Leibniz din România, 2020 (Publicistul Horia Stamatu între exces politic și echilibru spiritual, 2020)
- Premiul Cioran al Uniunii Scriitorilor din România, filiala Sibiu, 2022
- Premiul Uniunii Scriitorilor din România, filiala Sibiu, pentru Eseu, critică și istorie literară, 2023 ("Nae Ionescu între metafizică, politică și teologie", Muzeul Literaturii Române, 2022)
- Marele Premiu Național „Mihai Eminescu” pentru exegeză eminesciană pe 2024, la Festivalul Literar „Mihai Eminescu” Suceava-Putna